# Nógrádkövesd
Nógrádkövesd (ehemals Kövesd, slowakisch Kivešd) ist eine ungarische Gemeinde im Kreis Balassagyarmat im Komitat Nógrád.

## Geografische Lage
Nógrádkövesd liegt in Nordungarn, ungefähr auf halber Strecke zwischen den Städten Balassagyarmat und Aszód, an dem  Fluss Galga. Nachbargemeinden sind Bercel, Galgaguta, Becske und Szécsénke.

## Geschichte
Im Jahr 1913 gab es in der damaligen Kleingemeinde 72 Häuser und 461 Einwohner auf einer Fläche von 1533 Katastraljochen. Sie gehörte zu dieser Zeit zum Bezirk Szirák im Komitat Nógrád.

## Gemeindepartnerschaften
- Cuieșd, Rumänien
- Kamenica nad Hronom, Slowakei, seit 1991

## Sehenswürdigkeiten
- Landhaus Barcza (Barcza-kúria)
- Palócfasírt fesztivál, seit 2011

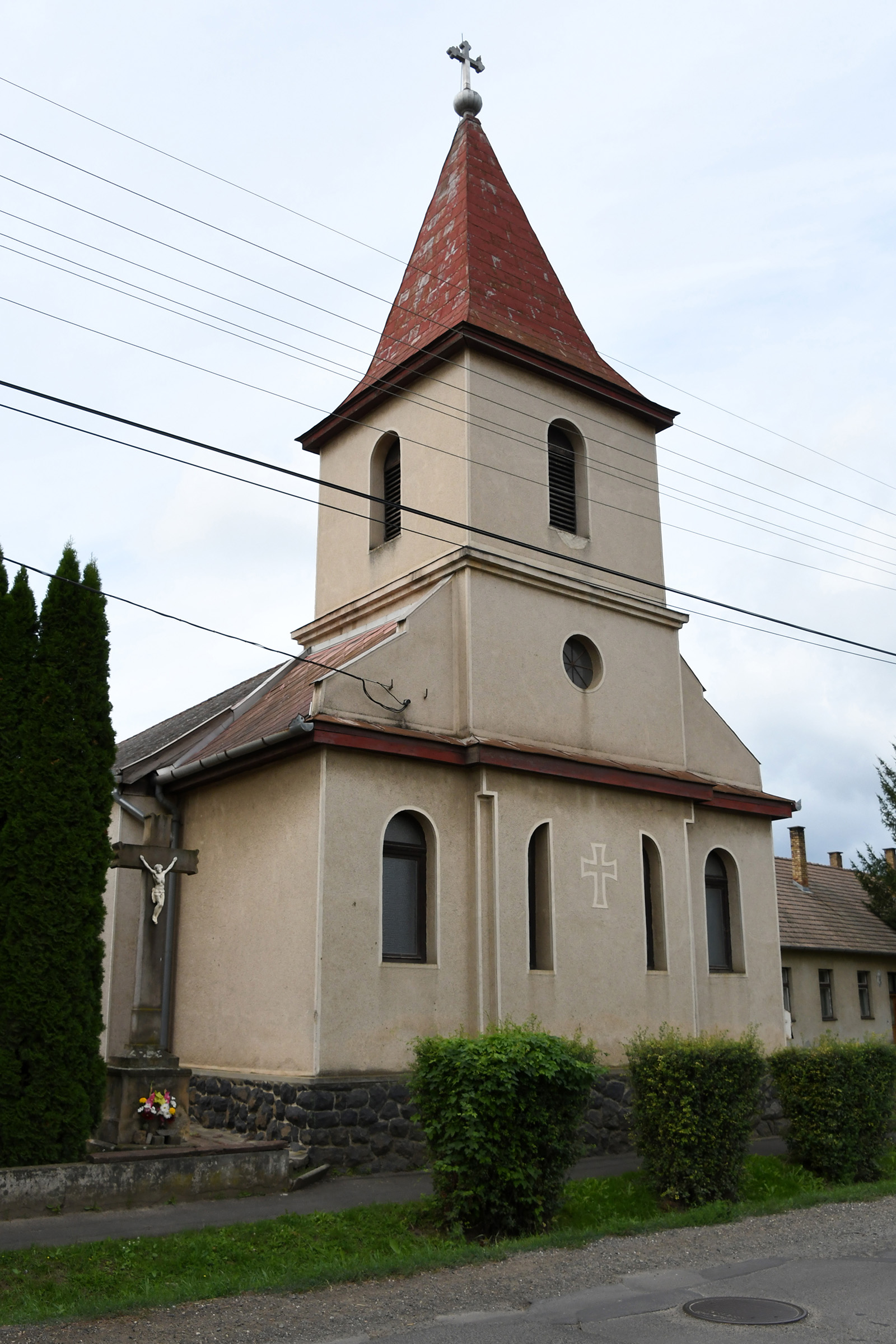
Römisch-katholische Kirche Szent Mihály
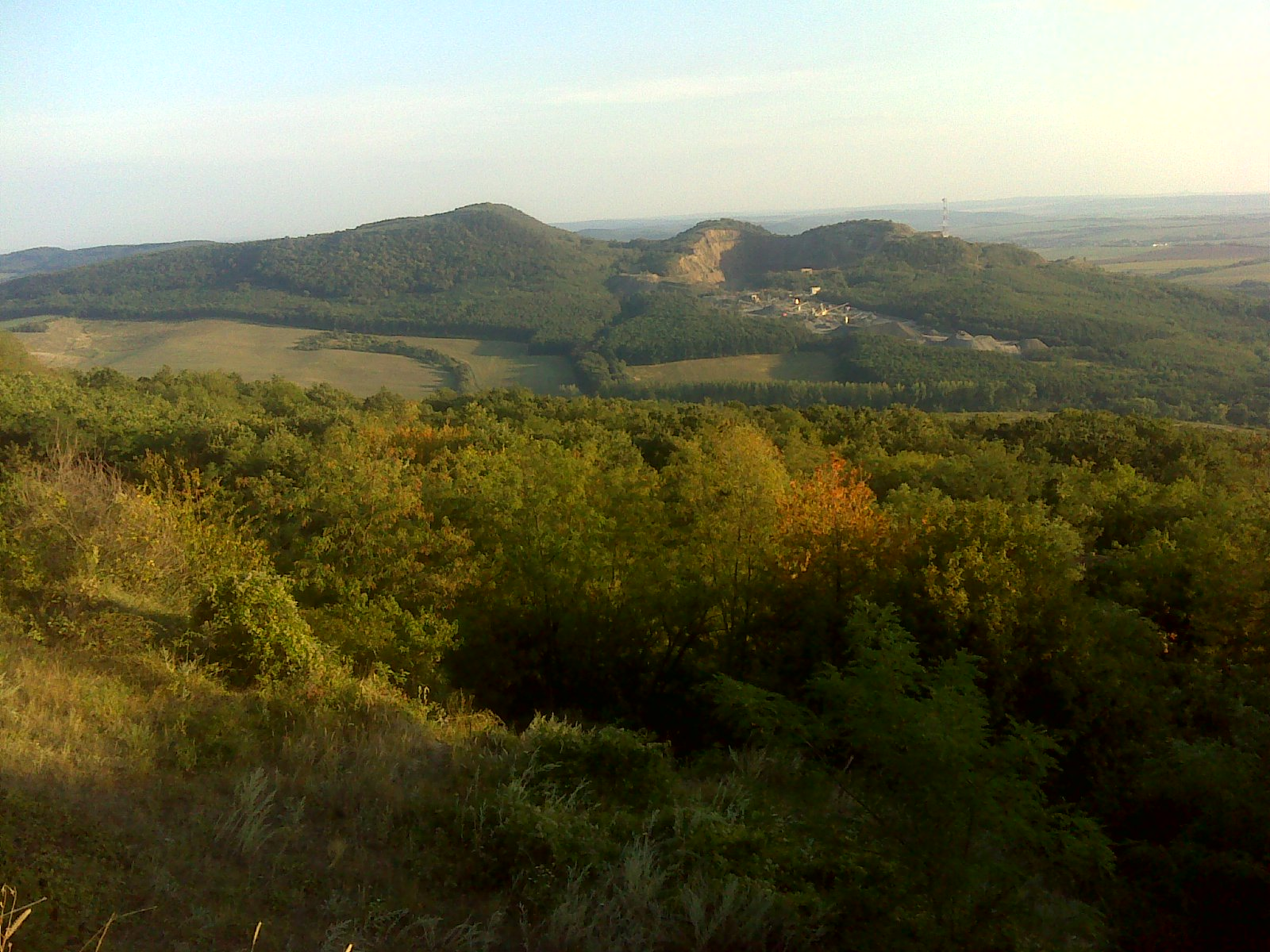
Blick auf den Steinbruch
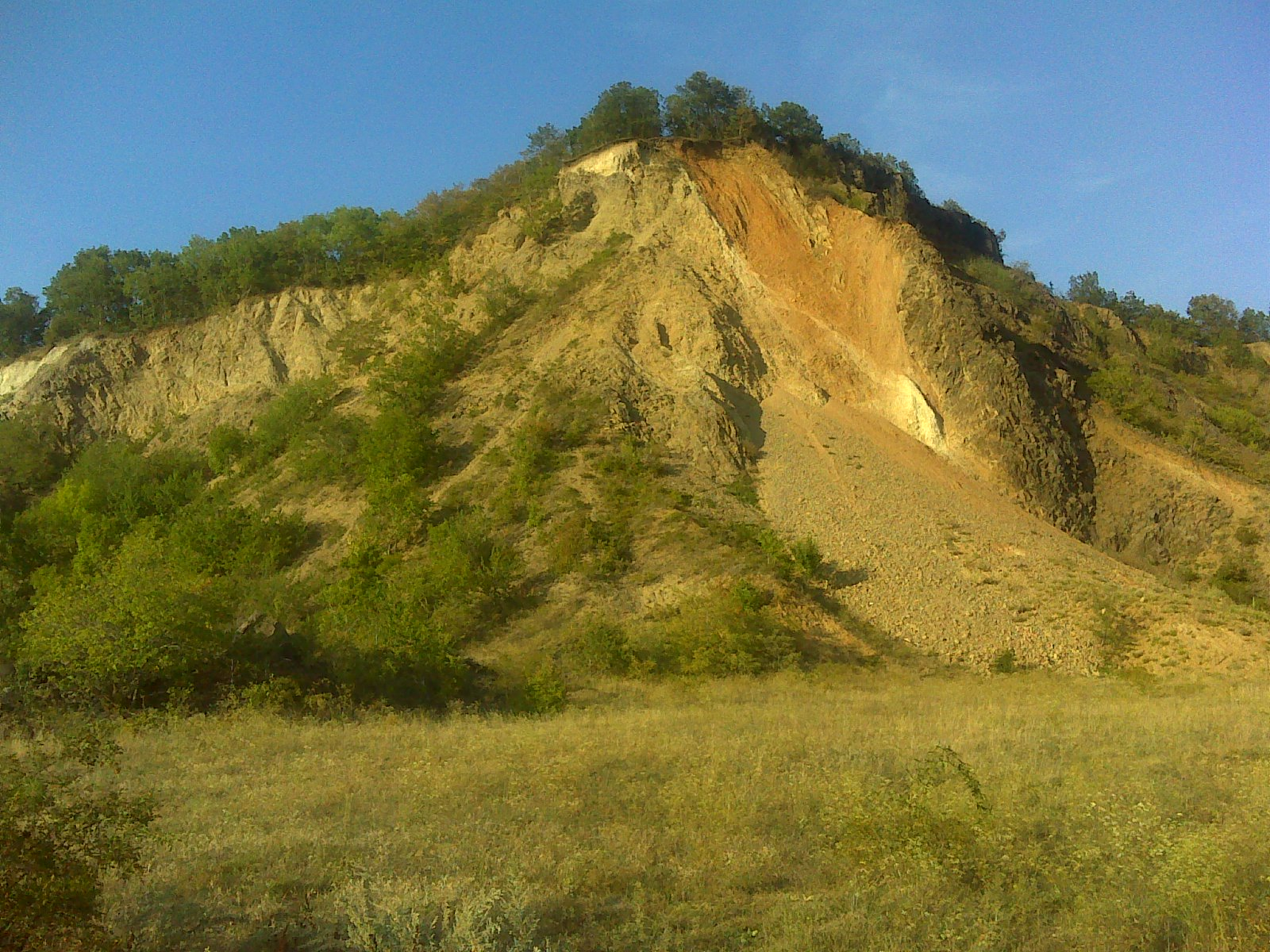
Steinbruch

- Römisch-katholische Kirche Szent Mihály
- Blick auf den Steinbruch
- Steinbruch

## Verkehr
Durch Nógrádkövesd verläuft die Landstraße Nr. 2108, von der im Ort die Landstraße Nr. 2108, die nach Szécsénke führt, sowie die Nebenstraße Nr. 21157 abzweigt, die zum Steinbruch führt, der zwei Kilometer östlich liegt. Die Gemeinde ist angebunden an die Eisenbahnstrecke von Aszód nach Balassagyarmat.